# Melobesia membranacea
Melobesia membranacea (Esper) J.V.Lamouroux, 1812  é o nome botânico  de uma espécie de algas vermelhas  pluricelulares do gênero Melobesia, subfamília Melobesioideae.
São algas marinhas encontradas na Europa, África, Ásia, América, Austrália, Antárctica e em algumas ilhas do Atlântico e Índico.

## Sinonímia
- Corallina membranacea  Esper, 1796
- Hapalidium roseolum  Kützing, 1843
- Melobesia corticiformis  Kützing, 1849
- Hapalidium roseum  Kützing ex Areschoug, 1852
- Hapalidium coccineum  P.L. Crouan & H.M. Crouan, 1859
- Melobesia rosea  Rosanoff, 1866
- Hapalidium hildebrandtioides  P.L. Crouan & H.M. Crouan, 1867
- Epilithon membranaceum  (Esper) Heydrich, 1897
- Lithothamnion membranaceum  (Esper) Foslie, 1898
- Lithothamnion corticiforme  (Kützing) Foslie, 1898
- Melobesia coccinea  (P.L. Crouan & H.M. Crouan) Foslie, 1898
- Epilithon corticiforme  (Kützing) Heydrich, 1908
- Melobesia hildebrantioides  (P.L. Crouan & H.M. Crouan) Foslie, 1989